# Colours (Blue-Album)
Colours ist das fünfte Studioalbum der britischen Boygroup Blue. Es erschien am 6. März 2015 bei dem Label Sony Music Entertainment.

## Entstehungshintergrund
Im November 2014 gab die Band bekannt, einen Zwei-Alben-Vertrag bei Sony Music unterschrieben zu haben. Gleichzeitig kündigten sie ein neues Album an.
Ursprünglich sollte Colours eine Art Mischung aus Cover- und Konzeptalbum werden. Es sollten Songs und Künstler gewählt werden, die die Kindheit und Jugend der Band geprägt haben, darunter vor allem Motown-Stücke. Die Songs, die geplant waren, haben sie bereits auf Tour immer gemeinsam intoniert. Während der Arbeiten am Album schrieben sie jedoch eigene Stücke und so blieben nur noch vier Coversongs übrig: If You Don’t Know Me by Now von Harold Melvin and the Blue Notes, das bereits Simply Red erfolgreich gecovert haben, I Don't Want to Talk About It von Rod Stewart, Hang on in There Baby von Johnny Bristol und You're the Only One von Eric Benét. Hinzu kam noch der für die internationale Version aufgenommene Bonustrack Oh Girl, der im Original von Eugene Record stammt und von The Chi-Lites 1972 erstmals aufgenommen wurde.
Die restlichen Songs wurden zusammen mit Produzent Brian Rawling und unter Zuhilfenahme anderer Songwriter geschrieben.
Das Album wurde am 6. März 2015 veröffentlicht. Die Hälfte der geplanten Tour musste von 2015 auf 2016 verlegt werden, da Lee Ryan sich einer Stimmband-OP unterziehen musste.

## Titelliste
| #  | Titel                         | Autor(en)                                                         | Produzent(en)                             | Länge |
| -- | ----------------------------- | ----------------------------------------------------------------- | ----------------------------------------- | ----- |
| 1  | King of the World             | Simon Webbe, Paul Barry, James Jeffery, Patrick Mascall           | Brian Rawling, Paul Meehan, James Jeffrey | 3:25  |
| 2  | You're the Only One           | George Nash Jr., Demonté Posey, Eric Benét Jordan                 | Brian Rawling, Paul Meehan                | 3:44  |
| 3  | Home                          | Duncan James, Paul Meehan, Anita Blay                             | Brian Rawling, Paul Meehan                | 3:48  |
| 4  | If You Don’t Know Me by Now   | Kenny Gamble, Leon Huff                                           | Brian Rawling, Paul Meehan                | 3:23  |
| 5  | Nothing like You              | Simon Webbe, Antony Costa, Lisa Greene, Noel Wayne, Sean McDonagh | Level 3, Paul Meehan                      | 3:10  |
| 6  | Flashback                     | Simon Webbe, Patrick Mascall, Paul Barry                          | Brian Rawling, Paul Meehan                | 4:04  |
| 7  | I Don't Want to Talk About It | Danny Whitten                                                     | Brian Rawling, Paul Meehan                | 4:04  |
| 8  | Special                       | Simon Webbe, Alex Smith, Mark Taylor                              | Paul Meehan                               | 3:03  |
| 9  | Hang on in There Baby         | Johnny Bristol                                                    | Brian Rawling, Paul Meehan                | 3:11  |
| 10 | Endless Love                  | Simon Webbe, Lee Ryan, Paul Meehan                                | Paul Meehan                               | 3:55  |
| 11 | Oh Girl                       | Eugene Record                                                     | Brian Rawling, Paul Meehan                | 3:49  |

Titel 11 ist der Bonustrack der internationalen Deluxe-Version des Albums.

## Musikstil
Wie bei vielen Blue-Alben ist das Album abwechslungsreich ausgefallen. So beginnt es mit einem Doo-Wop-Titel King of the World, während weitere Songs im Pop,  Contemporary R&B und im Soul angesiedelt sind. Auch Blues-Elemente sind auf dem Album zu finden. Überwiegend handelt es sich um Balladen, obwohl auch einzelne Uptempo-Songs vorhanden sind.

## Singles
Ausgekoppelt wurden die Singles King of the World am 2. März 2015, also in der Veröffentlichungswoche des Albums, und Nothing Like You am 10. Oktober 2015.

## Rezeption

### Rezensionen
Auf dem Onlinemagazin Queer.de wurde das Album sehr wohlwollend besprochen. Begeistert zeigten sich die Rezensenten vor allem über die Stilvielfalt des Albums: „Da mischen sich schwärmerische Balladen wie You're The Only One unter Pre-Disco-Stomper wie Johnny Bristols Hang On In There Baby, da erklingen Hymnen wie Home neben Reminiszenzen an den Doo-Wop wie King Of The World, all das im Sound des dritten Millenniums. (…) Blue sind der lebende und höchst lebendige Beweis für die Ausnahme von der Regel. Es geht auch ganz anders. Es geht auch Blue.“
Carys Jones lobte das Album auf Entertainment Focus ebenfalls und bezeichnete es als ihr erwachsenstes Album bisher. Auch sie lobte vor allem die Stilvielfalt.

### Charts
Das Album verfehlte mit Platz 13 knapp die Top 10 der Britischen Musikcharts. Keine Single erreichte die Charts. Aufgrund der eher verhaltenen Verkäufe trennte sich das Label Sony einen Monat nach Veröffentlichung von der Band.
| ChartsChartplatzierungen     | Höchstplatzierung | Wochen |
| ---------------------------- | ----------------- | ------ |
| Vereinigtes Königreich (OCC) | 13 (3 Wo.)        | 3      |